# Burnin' (器乐)
Burnin'（英语直译：燃烧）是法国电子音乐二人组蠢朋克的首张专辑《家庭作业》 (1997年) 中的一首器乐曲目。这是该专辑中发行的第四首单曲。歌曲的音乐视频由法国摄影师兼视频导演塞布·贾尼亚克执导。后来，韩国乐队BanYa为舞蹈视频电子游戏《Pump It Up》制作了名为Extravaganza的混音版本。在蠢朋克的现场专辑《Alive 2007》中，Burnin'的元素与歌曲Too Long相结合。

## 评论
英国杂志《音乐周刊》给这首歌打出了3分 （满分5分）并补充说：“与Da Funk或Around the World相比，这首歌的旋律更加简约、更具摩擦力，但这是二人为维京唱片制作的第三首单曲，却依然非常时髦，而《火烧摩天楼》的视频风格也应该会有助于曝光”。

## 音乐视频
歌曲Burnin'的音乐视频向芝加哥浩室音乐制作人致敬，蠢朋克从中找到了灵感。视频中的派对场景有DJ Sneak、罗杰·桑切斯、德里克·卡特、小罗伊·戴维斯、保罗·约翰逊、罗伯特·阿尔马尼（Robert Armani）和DJ Hyperactive。蠢朋克的托马斯·本高特和盖-马努尔·德霍曼-克里斯托也在视频中友情客串派对上的人；本高特戴着墨镜和深色长发假发，而德霍曼-克里斯托则穿着紫色西装，戴着墨镜和金色假发。该视频在芝加哥拍摄，以南瓦克大道的一栋办公楼为背景。
视频开头是一个男孩在郊区玩玩具消防车，而他的父亲则在烧烤架上烤牛排。画面从这个场景切换到摩天大楼内的派对场景，火势蔓延，但派对上似乎没有人注意到。一队消防员最终向参加派对的人通报了火灾，并护送他们离开大楼。有人认为，男孩和他的消防车与视频中的消防员救援和疏散有某种联系。

## 曲目列表
12 maxi (Virgin VISA 8197)
| A面  | A面                                | A面  |
| 曲序 | 曲目                               | 时长 |
| ---- | ---------------------------------- | ---- |
| 1.   | Burnin'（Ian Pooley "Cut Up" Mix） | 5:20 |
| 2.   | Burnin'（Slam Mix）                | 6:48 |
| 3.   | Burnin'（Original Mix）            | 6:53 |

| B面      | B面                                    | B面   |
| 曲序     | 曲目                                   | 时长  |
| -------- | -------------------------------------- | ----- |
| 4.       | Burnin'（DJ Sneak "Mongowarrior" Mix） | 10:22 |
| 5.       | Burnin'（DJ Sneak Main Mix）           | 9:10  |
| 总时长： | 总时长：                               | 38:33 |

CD maxi (Virgin 7243 8 94551 2 0)
| 曲序     | 曲目                               | 时长  |
| -------- | ---------------------------------- | ----- |
| 1.       | Burnin'（Edit Version）            | 3:48  |
| 2.       | Burnin'（Ian Pooley "Cut Up" Mix） | 5:20  |
| 3.       | Burnin'（Slam Mix）                | 6:48  |
| 4.       | Burnin'（Original Mix）            | 6:53  |
| 总时长： | 总时长：                           | 22:49 |

## 排行榜
| 年份 (1997年)                      | 最高 排名 |
| ---------------------------------- | --------- |
| 澳大利亚 (ARIA)                    | 151       |
| 比利时佛兰德（Ultratip榜外單曲榜） | 6         |
| 比利时瓦隆（Ultratop五十强单曲榜） | 38        |
| 芬兰（芬蘭官方單曲榜）             | 20        |
| 法国（法國唱片出版業公會單曲榜）   | 29        |
| 意大利 (FIMI)                      | 7         |
| 英國（官方榜单公司單曲榜）         | 30        |